# Hang Cốc Mười
Hang Cốc Mười hay hang Bãi Đá, là hang động trong dãy núi đá vôi ở bản Lũng Phầy xã Chí Minh huyện Tràng Định tỉnh Lạng Sơn, Việt Nam .
Hang Cốc Mười thuộc loại karst trong núi đá vôi. Hang được xếp hạng di tích lịch sử, văn hóa cấp quốc gia tại Quyết định số 77/2004/QĐ-BVHTT ngày 23/08/2004 của Bộ Văn hóa - Thông tin .
Bản Lũng Phầy nằm cạnh quốc lộ 4A, gần với đèo Lũng Phầy 22°20′34″B 106°26′48″Đ / 22,342784°B 106,446721°Đ trên quốc lộ này .

## Khảo cổ
Tháng 8/2013 Sở Văn hóa, Thể thao và Du lịch, Bảo tàng tỉnh Lạng Sơn phối hợp với Viện Khảo cổ học và các chuyên gia nghiên cứu cổ sinh, địa chất đến từ Pháp và Úc đã tổ chức khai quật di chỉ cổ sinh hang Cốc Mười (hang Bãi Đá), thôn Lũng Phầy, xã Chí Minh huyện Tràng Định .
Tháng 12/2015 Ban quản lý di tích tỉnh Lạng Sơn phối hợp với Viện Khảo cổ học Việt Nam, phòng Văn hóa – Thông tin các huyện Văn Lãng, Tràng Định đưa các chuyên gia nghiên cứu cổ sinh, địa chất đến từ Pháp và Đức tổ chức khảo sát di chỉ cổ sinh hang Pác Đây huyện Văn Lãng và hang Cốc Mười (Bãi Đá) huyện Tràng Định .
Kết quả nghiên cứu cho thấy di tích hang Cốc Mười (hang Bãi Đá) có niên đại cách ngày nay khoảng hơn 100.000 năm. Tại đây 3 lớp trầm tích văn hóa thuộc 3 giai đoạn khác nhau đã tồn tại.